# Erdmann Schmid
Friedrich Erdmann Heinrich Schmid (* 25. August 1778 in Wernigerode; † 1845 in Weißenfels) war ein deutscher Baumeister.

## Leben
Er war der Sohn des gräflich-stolberg-wernigerödischen Konsistorialrates, Superintendenten und Hofpredigers Johann Friedrich Schmid (1729–1811) und seine zweite Ehefrau Auguste Elisabeth geb. Rüdinger. Der spätere preußische General Gustav Eduard von Hindersin (1804–1872) war sein Neffe.
Der bisherige Kondukteur  Schmid wurde am 26. März 1802 von Graf Christian Friedrich zu Stolberg-Wernigerode zum Baumeister ernannt und wurde der Nachfolger von Carl Mildreich Barth. Er erhielt wie dieser die Aufsicht über das Bauwesen in der Grafschaft Wernigerode und im Hohnsteinschen Forst übertragen.
Im Frühjahr 1815 erhielt er den Aufruf, sich als freiwilliger Ingenieur nach Coelln zu begeben. Gleichzeitig war eine Beförderung zum königlichen Ingenieur damit verbunden, sodass er am 16. Mai 1815 um Abnahme der laufenden Baugeschäfte bat, was genehmigt wurde. Am Jahresende 1815 wurde deutlich, dass Schmid nicht mehr als Baumeister nach Wernigerode zurückkehren würde, sodass ihm am 13. Dezember 1815 der Abschied offiziell gewährt wurde. Zwischenzeitlich war er zum königlich-preußischen Ingenieur-Leutnant befördert worden. 1816 war er Bauinspektor in Erfurt und ab 1818 in Weißenfels.
Er entwarf das 1831 fertiggestellte ehemalige Gesellschaftshaus (später „Haus der jungen Pioniere“) in Zeitz. Auch zwei ehemalige Zollhäuser im Stil des Klassizismus in Zeitz am Kalktor entstanden 1841/42 nach seinen Entwürfen. Schmid war einer der Architekten, die den klassizistischen Umbau Naumburgs lenkten. 1834/35 ließ er nach seinen Plänen die Torhäuser am früheren Salztor in Naumburg (Saale) errichten.
Schmid engagierte sich in der Denkmalpflege. 1819 war er Gründungsmitglied des Thüringisch-Sächsischen Geschichtsvereins für Erforschung des vaterländischen Altertums und Erhaltung seiner Denkmale, der rasch überregionale Bedeutung erlangen sollte. 1840 erstellte Schmid ein Denkmalverzeichnis für die Kreise Weißenfels, Naumburg, Zeitz und Eckartsberga, in dem er die größeren mittelalterlichen Bauten der Region vollständig erfasste.
Auf seine Stelle als Bauinspektor in Weißenfels bewarb sich nach seinem Tod der Bauinspektor Adolph Kramer.